# Aitor Osa
Aitor Osa Eizaguirre (Zestoa, 9 settembre 1973) è un ex ciclista su strada spagnolo e basco, professionista dal 1994 al 2006.

## Carriera
Fratello maggiore di Unai Osa, debuttò fra i professionisti nel 1995 con la Euskadi, dopo aver già corso da stagista per alcuni mesi nella stagione precedente. Nel 1997 si trasferì alla Banesto, squadra diretta da Eusebio Unzué con cui rimase (attraverso alcuni cambi di sponsorizzazione) fino al 2005. Il suo anno migliore fu il 2002, durante il quale si aggiudicò la classifica finale della Vuelta al País Vasco e la classifica scalatori alla Vuelta a España 2002. Nel suo palmarès figurano altre vittorie in competizioni minori ed un secondo posto alla Freccia Vallone 2003.
Nel 2006 si trasferì alla Liberty Seguros-Würth di Manolo Saiz; con questa squadra rimase coinvolto nell'inchiesta antidoping detta Operación Puerto, e dopo tale evento decise di ritirarsi dalle corse.

## Palmarès
- 2000

3ª tappa Grand Prix International Telecom
- 2002

3ª tappa Vuelta al País Vasco
Classifica finale Vuelta al País Vasco
2ª tappa Vuelta a La Rioja
4ª tappa Giro del Portogallo

### Altri successi
- 2001

4ª tappa Giro del Portogallo (cronosquadre)
- 2002

Classifica scalatori Vuelta a España

## Piazzamenti

### Grandi Giri
- Giro d'Italia

1999: ritirato (13ª tappa)
- Tour de France

2004: 50º
- Vuelta a España

1997: 46º
1998: 22º
1999: 15º
2000: 51º
2001: 9º
2002: 54º
2003: 25º
2005: ritirato (9ª tappa)